# 釋量論
《釋量論》是一部由那烂陀寺法稱(Pramāṇavarttikakārika)论师的因明學著作，被收入藏传佛教的五大論之一。此书又译作《量释论》或《量评释》。本书是对陈那《集量论》的注释，被认为是印度因明学史上的重要著作。虽然在古代未曾有汉译本，但在1980年，法尊法师将其从藏文翻译成汉语。
至今，该书仍然是学僧修习的重要经典之一。

## 内容
该书共四品：
- 第一为自比量品，阐述立论者本人引生比量智所必须之条件，如正因等。
- 第二为成量品，阐述《集量论》之归敬颂义，成立如来为量士夫之理。
- 第三现量品，阐述现量之定义、差别以及似现量等。
- 第四为他比量品，广释能立因之得失，阐明使他人引生比量智的方便。

比《量决择论》多一成量品，係由《集量论》的皈敬颂铺展开来的。在讲比量时沿用陈那的“因三相”说而有所补充和修正；关于因的分类、三支比量的具体安排也与陈那有所不同；其佛学体系乃依小乘经部义，与陈那之依大乘唯识义不同。在西藏有贾曹杰·达玛仁钦、克主杰·格雷贝桑和达赖一世等的注疏甚多，为格鲁派学制规定必修课程之一。